# Полушкино (Тверська область)
Полушкино (рос. Полушкино) — присілок в Конаковському районі Тверської області Російської Федерації.
Населення становить 6 осіб. Входить до складу муніципального утворення Вахонинське сільське поселення.

## Історія
Від 2005 року входить до складу муніципального утворення Вахонинське сільське поселення.

## Населення
| 2010 |
| ---- |
| 6    |